# Джексон, Люк
Люк Райн Джексон (англ. Luke Ryan Jackson, родился 6 ноября 1981 года, в Юджине, штат Орегон, США) — американский баскетболист, выступающий на позициях атакующего защитника и лёгкого форварда.

## Профессиональная карьера
Джексон был выбран клубом «Кливленд Кавальерс» на драфте НБА 2004 года под общим 10 номером. За первые два сезона в НБА он отыграл за «Кавальерс» всего 46 игр и руководство клуба решило обменять его. Его с доплатой обменяли в «Бостон Селтикс» на Дуэйна Джонса. Но в новом клубе Джексон не отыграл ни одной игры, так как ещё до начала сезона 2006/07 «Селтикс» отказались от него.
Лечась от травм, Джексон подписал контракт с клубом Лиги развития НБА «Айдахо Стэмпид». За шесть игр в Айдахо он в среднем за игру набирал 12,5 очка, делал 3,2 подбора и 3,2 передачи. Благодаря своим успехам, он заставил обратить на себя внимание руководство «Лос-Анджелес Клипперс», состав которых сильно поредел из-за травм. В январе 2007 года он подписал 10-дневный контракт с клубом и в общей сложности сыграл всего 3 игры за клуб.
25 марта 2007 года Джексон подписал 10-дневный контракт с «Торонто Рэпторс». Показав хорошую игру, клуб продлил его контракт вначале на ещё 10 дней, а после подписал с игроком контракт на 2 года. 18 апреля 2007 года, в последней игре «Рэпторс» в регулярном чемпионате Джексон показал наилучшую результативность в своей карьере — 30 очков и 5 передач. 29 октября 2007 года «Рэпторс» отказались от него и 4 декабря он вернулся в Д-Лигу в «Стэмпид». В первой игре за клуб он набрал 30 очков, после чего его пригласили на пробы в «Майами Хит» и 12 декабря Хит уволили Пенни Хардуэя, чтобы освободить место для Джексона. Во время пребывания в «Хит» он в среднем за игру набирал 5,6 очка, делал 2,4 подбора и 1,2 передачи. 6 февраля 2008 года «Майами Хит» отказались от его услуг.
В августе 2008 года с ним подписали контракт «Портленд Трэйл Блэйзерс», однако ещё до начала сезона разорвали с ним контракт. В декабре 2008 года он вновь вернулся в «Стэмпид» и участвовал в матче всех звёзд Д-Лиги 3 февраля 2009 года. Во время летней лиги 2009 года он играл за «Даллас Маверикс», но 12 августа 2009 года он переехал в Италию, где подписал годовой контракт с «Феррарой».
В сентябре 2010 года его пригласил клуб «Мемфис Гриззлис» в свой предсезонный лагерь, но 10 октября отказался от его услуг. Джексон ненадолго вновь вернулся в «Стэмпид». В 2011 году он подписал контракт с клубом «Хапоэль» из чемпионата Израиля по баскетболу.

## Тренерская карьера
20 февраля 2013 года Джексон занял пост главного тренера баскетбольной команды Северо-Западного христианского университета. Уже в своём дебютном сезоне он помог команде впервые в её истории выйти в Национальный чемпионский турнир второго дивизиона.

## Награды и достижения
- включён в сборную всех звёзд NCAA (2004)
- участник матча всех звёзд Д-Лиги (2009—2010)
- чемпион Лиги развития НБА (2008)

## Статистика

### Статистика в НБА
| Сезон                                                                                    | Команда  | Регулярный сезон | Регулярный сезон | Регулярный сезон | Регулярный сезон | Регулярный сезон | Регулярный сезон | Регулярный сезон | Регулярный сезон | Регулярный сезон | Регулярный сезон | Регулярный сезон | Серия плей-офф | Серия плей-офф | Серия плей-офф | Серия плей-офф | Серия плей-офф | Серия плей-офф | Серия плей-офф | Серия плей-офф | Серия плей-офф | Серия плей-офф | Серия плей-офф |
| Сезон                                                                                    | Команда  | GP               | GS               | MPG              | FG%              | 3P%              | FT%              | RPG              | APG              | SPG              | BPG              | PPG              | GP             | GS             | MPG            | FG%            | 3P%            | FT%            | RPG            | APG            | SPG            | BPG            | PPG            |
| ---------------------------------------------------------------------------------------- | -------- | ---------------- | ---------------- | ---------------- | ---------------- | ---------------- | ---------------- | ---------------- | ---------------- | ---------------- | ---------------- | ---------------- | -------------- | -------------- | -------------- | -------------- | -------------- | -------------- | -------------- | -------------- | -------------- | -------------- | -------------- |
| 2004/05                                                                                  | Кливленд | 10               | 0                | 4,3              | 37,0             | 66,7             | 83,3             | 0,6              | 0,3              | 0,0              | 0,0              | 2,9              | Не участвовал  | Не участвовал  | Не участвовал  | Не участвовал  | Не участвовал  | Не участвовал  | Не участвовал  | Не участвовал  | Не участвовал  | Не участвовал  | Не участвовал  |
| 2005/06                                                                                  | Кливленд | 35               | 0                | 9,0              | 34,1             | 33,3             | 78,8             | 1,1              | 0,7              | 0,3              | 0,1              | 2,7              | Не участвовал  | Не участвовал  | Не участвовал  | Не участвовал  | Не участвовал  | Не участвовал  | Не участвовал  | Не участвовал  | Не участвовал  | Не участвовал  | Не участвовал  |
| 2006/07                                                                                  | Клипперс | 3                | 0                | 5,3              | 12,5             | 25,0             | -                | 0,3              | 1,3              | 0,0              | 0,0              | 1,0              | Не участвовал  | Не участвовал  | Не участвовал  | Не участвовал  | Не участвовал  | Не участвовал  | Не участвовал  | Не участвовал  | Не участвовал  | Не участвовал  | Не участвовал  |
| 2006/07                                                                                  | Торонто  | 10               | 2                | 12,2             | 51,4             | 30,8             | 55,6             | 0,9              | 0,9              | 0,5              | 0,1              | 4,5              | 3              | 0              | 3,8            | -              | -              | 100,0          | 1,7            | 0,3            | 0,3            | 0,0            | 2,0            |
| 2007/08                                                                                  | Майами   | 14               | 1                | 16,3             | 32,5             | 36,7             | 69,6             | 2,4              | 1,2              | 0,6              | 0,0              | 5,6              | Не участвовал  | Не участвовал  | Не участвовал  | Не участвовал  | Не участвовал  | Не участвовал  | Не участвовал  | Не участвовал  | Не участвовал  | Не участвовал  | Не участвовал  |
|                                                                                          | Всего    | 72               | 3                | 10,0             | 35,7             | 36,0             | 73,2             | 1,2              | 0,8              | 0,3              | 0,0              | 3,5              | 3              | 0              | 3,8            | -              | -              | 100,0          | 1,7            | 0,3            | 0,3            | 0,0            | 2,0            |
| Наведите курсор мыши на аббревиатуры в заголовке таблицы, чтобы прочесть их расшифровку. |          |                  |                  |                  |                  |                  |                  |                  |                  |                  |                  |                  |                |                |                |                |                |                |                |                |                |                |                |

### Статистика в Джи-Лиге
| Сезон                                                                                    | Команда        | Регулярный сезон | Регулярный сезон | Регулярный сезон | Регулярный сезон | Регулярный сезон | Регулярный сезон | Регулярный сезон | Регулярный сезон | Регулярный сезон | Регулярный сезон | Регулярный сезон | Серия плей-офф | Серия плей-офф | Серия плей-офф | Серия плей-офф | Серия плей-офф | Серия плей-офф | Серия плей-офф | Серия плей-офф | Серия плей-офф | Серия плей-офф | Серия плей-офф |
| Сезон                                                                                    | Команда        | GP               | GS               | MPG              | FG%              | 3P%              | FT%              | RPG              | APG              | SPG              | BPG              | PPG              | GP             | GS             | MPG            | FG%            | 3P%            | FT%            | RPG            | APG            | SPG            | BPG            | PPG            |
| ---------------------------------------------------------------------------------------- | -------------- | ---------------- | ---------------- | ---------------- | ---------------- | ---------------- | ---------------- | ---------------- | ---------------- | ---------------- | ---------------- | ---------------- | -------------- | -------------- | -------------- | -------------- | -------------- | -------------- | -------------- | -------------- | -------------- | -------------- | -------------- |
| 2007/08                                                                                  | Айдахо Стэмпид | 19               | 11               | 26,6             | 40,9             | 37,9             | 83,5             | 3,7              | 3,2              | 1,1              | 0,2              | 13,3             | 4              | 0              | 24,3           | 39,5           | 25,0           | 100,0          | 3,8            | 5,0            | 0,8            | 0,8            | 12,8           |
| 2008/09                                                                                  | Айдахо Стэмпид | 36               | 35               | 34,6             | 45,2             | 43,8             | 85,1             | 5,4              | 4,4              | 0,8              | 0,2              | 17,4             | Не участвовал  | Не участвовал  | Не участвовал  | Не участвовал  | Не участвовал  | Не участвовал  | Не участвовал  | Не участвовал  | Не участвовал  | Не участвовал  | Не участвовал  |
| 2010/11                                                                                  | Айдахо Стэмпид | 18               | 12               | 31,7             | 42,4             | 35,5             | 85,4             | 5,1              | 4,2              | 1,8              | 0,3              | 14,8             | Не участвовал  | Не участвовал  | Не участвовал  | Не участвовал  | Не участвовал  | Не участвовал  | Не участвовал  | Не участвовал  | Не участвовал  | Не участвовал  | Не участвовал  |
|                                                                                          | Всего          | 73               | 58               | 31,8             | 43,5             | 40,2             | 84,8             | 4,9              | 4,0              | 1,1              | 0,2              | 15,7             | 4              | 0              | 24,3           | 39,5           | 25,0           | 100,0          | 3,8            | 5,0            | 0,8            | 0,8            | 12,8           |
| Наведите курсор мыши на аббревиатуры в заголовке таблицы, чтобы прочесть их расшифровку. |                |                  |                  |                  |                  |                  |                  |                  |                  |                  |                  |                  |                |                |                |                |                |                |                |                |                |                |                |

### Статистика в NCAA
| Сезон | Команда | Conf   | Class | GP  | GS  | MPG  | FG%  | 3P%  | FT%  | RPG | APG | SPG | BPG | PPG  |
| --- | ------- | ------ | ----- | --- | --- | ---- | ---- | ---- | ---- | --- | --- | --- | --- | ---- |
| 2000/01 | Орегон  | Pac-10 | FR    | 28  | 6   | 18,1 | 42,4 | 36,0 | 74,0 | 4,1 | 2,0 | 0,8 | 0,3 | 7,8  |
| 2001/02 | Орегон  | Pac-10 | SO    | 35  | 35  | 30,5 | 45,8 | 40,0 | 86,4 | 5,4 | 3,3 | 1,3 | 0,3 | 16,7 |
| 2002/03 | Орегон  | Pac-10 | JR    | 32  | 30  | 31,8 | 45,2 | 36,3 | 86,7 | 6,9 | 3,6 | 1,7 | 0,3 | 16,0 |
| 2003/04 | Орегон  | Pac-10 | SR    | 31  | 31  | 34,6 | 48,8 | 44,0 | 86,2 | 7,2 | 4,5 | 1,3 | 0,2 | 21,2 |
| Всего | Всего   | Всего  | Всего | 126 | 102 | 29,1 | 46,1 | 40,2 | 84,9 | 5,9 | 3,4 | 1,3 | 0,3 | 15,6 |
| Наведите курсор мыши на аббревиатуры в заголовке таблицы, чтобы прочесть их расшифровку Статистика приведена с сайта sports-reference.com |         |        |       |     |     |      |      |      |      |     |     |     |     |      |

### Статистика в других лигах
| Сезон | Команда             | Лига              | GP | GS | MPG  | FG%  | 3P%  | FT%  | RPG | APG | SPG | BPG | PFL | TOV | PPG  |
| --- | ------------------- | ----------------- | -- | -- | ---- | ---- | ---- | ---- | --- | --- | --- | --- | --- | --- | ---- |
| 2009/10 | Феррара             | Чемпионат Италии  | 28 | 28 | 30,5 | 44,1 | 38,6 | 73,3 | 5,2 | 2,3 | 2,0 | 0,5 | 2,4 | 3,1 | 14,1 |
| 2011/12 | Все клубы           | Все лиги          | 12 | 6  | 24,2 | 48,1 | 40,8 | 83,3 | 3,6 | 1,4 | 0,8 | 0,1 | 3,2 | 0,7 | 9,3  |
| 2011/12 | Хапоэль (Иерусалим) | Кубок Европы      | 6  | 3  | 22,4 | 47,2 | 41,7 | 75,0 | 2,8 | 1,0 | 0,7 | 0,0 | 2,8 | 1,0 | 8,3  |
| 2011/12 | Хапоэль (Иерусалим) | Чемпионат Израиля | 6  | 3  | 26,0 | 48,8 | 40,0 | 90,0 | 4,3 | 1,8 | 1,0 | 0,2 | 3,5 | 0,3 | 10,2 |
| Всего | Всего               | Всего             | 40 | 34 | 28,6 | 44,9 | 39,2 | 74,6 | 4,7 | 2,0 | 1,7 | 0,4 | 2,7 | 2,4 | 12,7 |
| Наведите курсор мыши на аббревиатуры в заголовке таблицы, чтобы прочесть их расшифровку Статистика приведена с сайта basketball.realgm.com |                     |                   |    |    |      |      |      |      |     |     |     |     |     |     |      |